# Madarász István (filmrendező)
Madarász István (Miskolc, 1976. november 16. –) magyar filmrendező.

## Életpályája
Édesapja lelkipásztor volt. A gimnáziumban amatőr színjátszókörben játszott, ottani osztálytársaival kezdtek el amatőr filmeket forgatni. A gimnázium után a Színház- és Filmművészeti Főiskolára akart jelentkezni, de az ottani vizsgafilmek megtekintése után elvetette ezt a lehetőséget. Helyette a Pázmány Péter Katolikus Egyetemen tanult a művészettörténeti és kommunikációs szakon, ahol Dyga Zsombor független filmes körébe került asszisztensként.
Madarász karrierje elején leginkább esküvői videósként tevékenykedett és a Budapest Filmstúdiónak vágott előzeteseket. 2006-ban került bemutatásra az Előbb-utóbb című filmje, ami kapcsán a 20th Century Fox partnere is megkereste, akiknek a Hurok című film kezdeti forgatókönyv-változatát mutatta meg, csak második világháborús filmként eladva azt. A stúdió a Legendary Pictures-nek és Shia LaBeouf-nak is továbbította a tervezetet, ám mindketten visszautasították.
2009. február 27-én megnyerte a 2. AXN filmfesztivál versenyt Superdigital című kisfilmjével.

## Filmjei

### Mozifilmek
- Hurok (2016 – rendező, forgatókönyvíró)[3][4]
- Átjáróház (2022 – rendező, forgatókönyvíró)

### Tévéfilmek
- A legyőzhetetlenek (2013 – rendező)
- A fekete múmia átka (2015 – rendező)[3]
- Egy szerelem gasztronómiája (2017 – rendező)
- Ecc-pecc (2021 – rendező)

### Rövidfilmek
- Abednego (1998 – rendező, színész, forgatókönyvíró, vágó)
- Morális bypass (2000 – rendező, színész, forgatókönyvíró)
- Előbb-utóbb (2006 –  rendező, forgatókönyvíró, vágó)
- superDIGITAL (2008 – rendező, forgatókönyvíró, producer)

### Sorozatok
- Tündérkert – Kísértések kora (2023 – rendező)[5]